# ORP Błyskawica
Ne pas confondre avec Błyskawica (pistolet-mitrailleur).
L'ORP Błyskawica (Éclair en polonais) est un destroyer (ou contre-torpilleur en français) polonais de classe Grom construit au chantier naval J. Samuel White de Cowes, ayant participé à la Seconde Guerre mondiale.

## Historique

### Entrée en service
Le 29 mars 1935 la Marine polonaise signe un contrat avec le chantier naval J. Samuel White de Cowes pour la construction de deux contre-torpilleurs de classe Grom. Les plans des navires sont conçus fin mai et la quille de l'ORP Błyskawica est posée le 1er octobre 1935. Son lancement a lieu exactement un an plus tard. Les essais à la mer se déroulent en septembre et octobre 1937. Le 22 novembre de la même année le navire atteint une vitesse de 40,4 nœuds. Le pavillon polonais est hissé le 25 novembre 1937 et le 1er décembre l'ORP Błyskawica, sous le commandement du komandor porucznik (capitaine de frégate) Tadeusz Morgenstern-Podjazd, entre dans le port de Gdynia. Le 4 janvier 1938 le komandor podporucznik (capitaine de corvette) Włodzimierz Kodrębski devient le nouveau commandant du navire.

### Seconde Guerre mondiale

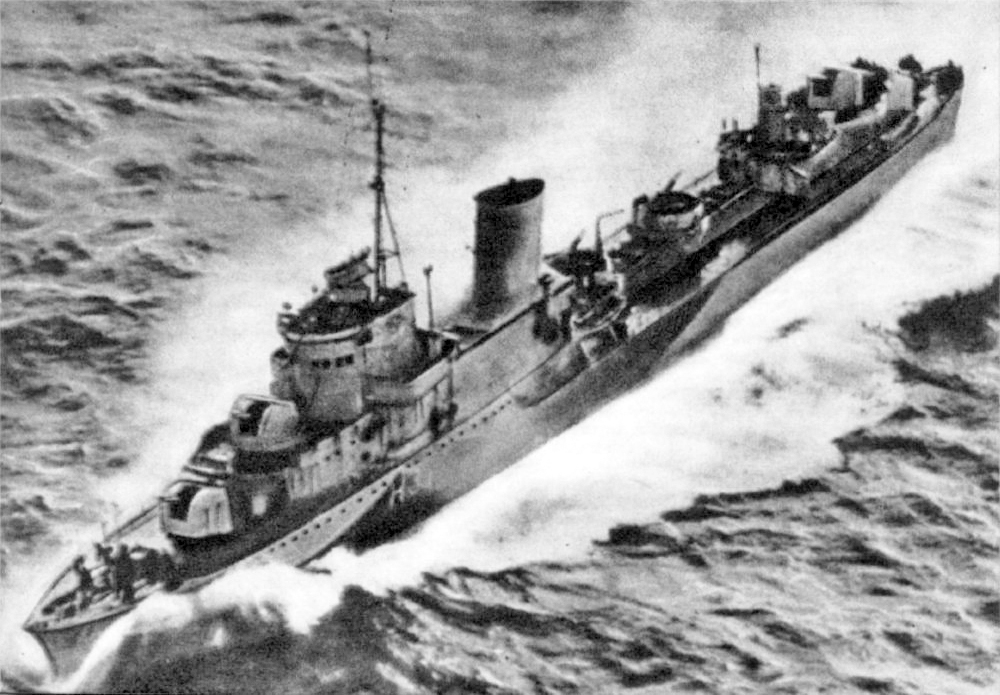
ORP Błyskawica, Océan Atlantique

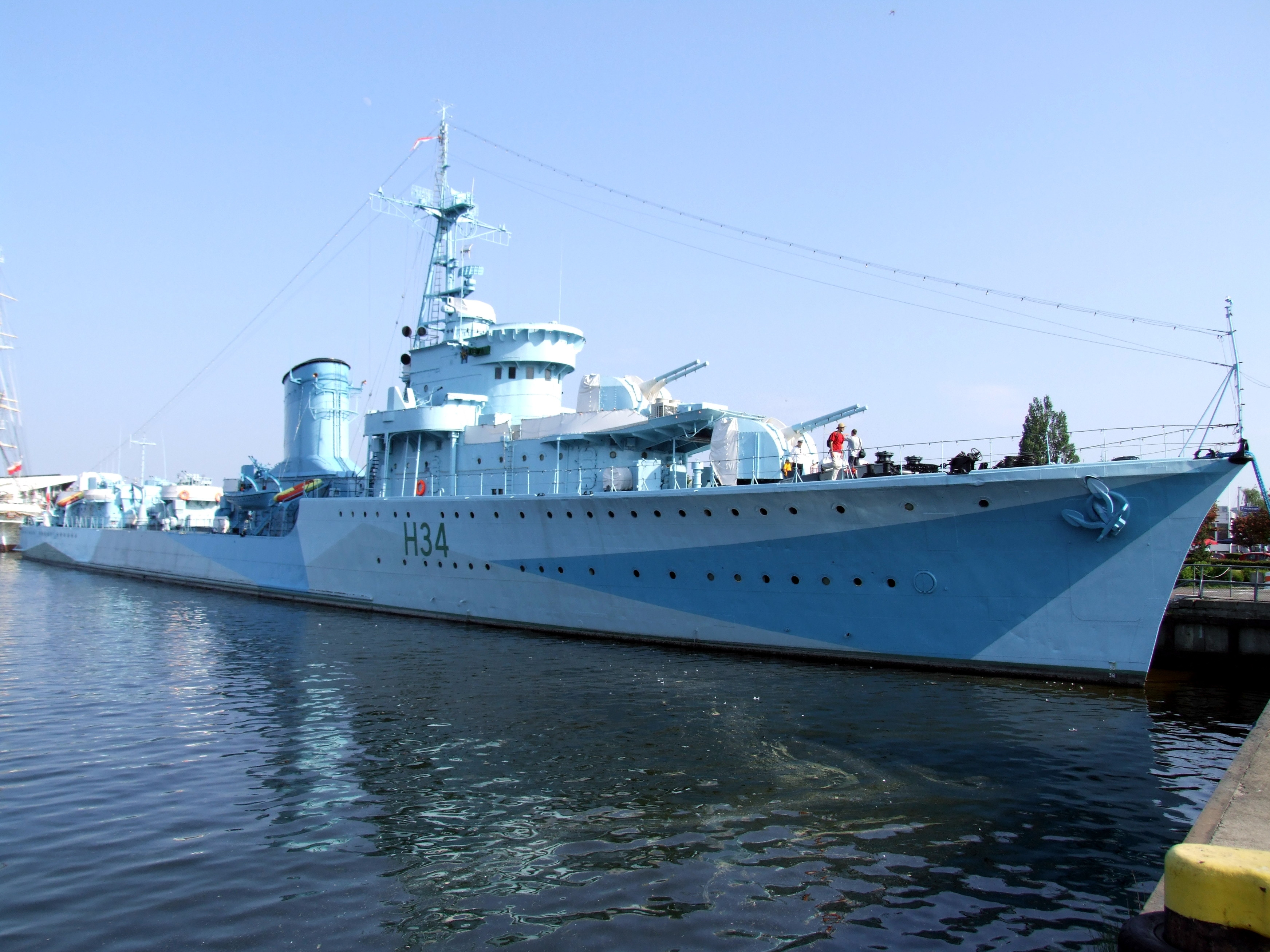
ORP Błyskawica avec le camouflage des années 1941-1942

Le 30 août 1939 dans le cadre du plan Pékin l'ORP Błyskawical accompagné de l'ORP Burza et de l'ORP Grom, quitte Gdynia pour gagner le Royaume-Uni. Le 1er septembre 1939 à 09 h 25 les destroyers polonais reçoivent le message radio annonçant le déclenchement de la guerre. Dans l'après-midi de la même journée, les navires arrivent à Leith, puis ils sont transférés à Rosyth où ils sont "amicalement internés" (officiellement considérés comme des navires en visite de courtoisie et non pas des unités belligérantes). Leur situation change le 3 septembre lorsque le Royaume-Uni déclare la guerre à l'Allemagne. Le 4 septembre, le komandor (capitaine de vaisseau) Stankiewicz annonce à l'Amirauté britannique la capacité de combat de destroyers polonais aux côtés de la Royal Navy.
L'ORP Błyskawica reçoit le numéro tactique H34, le 22 mars 1940 il escorte avec l'ORP Burza et le HMS Codrington (en) trois sous-marins français et leur navire-dépôt Jules Verne, de Brest à Harwich. Le 2 mai, pendant la campagne de Norvège, le Błyskawica est endommagé et envoyé en réparation à Skjelfiord. Le 6 mai, les artilleurs du Błyskawica abattent un avion ennemi à Rombakkenfiord pour répéter le même succès quatre jours plus tard.
Le 26 mai 1940, le Błyskawica prend la mer pour protéger l'évacuation de Dunkerque, trois jours plus tard, il escorte à Douvres un destroyer britannique endommagé, le HMS Greyhound. Au cours de la nuit du 30 au 31 mai, le Błyskawica protège le torpilleur français Cyclone et sauve 15 naufragés du torpilleur Siroco coulé par les schnellboots allemands. Le 2 juin, le Błyskawica rentre à Harwich, et le 12 août ses artilleurs abattent leur troisième avion.
À partir de la fin de l'été 1940 le Błyskawica prend part à la bataille de l'Atlantique. Le 1er septembre il sauve un naufragé du Star Sion. Deux jours plus tard, il détecte et attaque l'U 101. Celui-ci, sérieusement endommagé, est obligé de rentrer à Lorient. Le 13 mars 1941, lors d'une réparation au chantier naval de Glasgow, l'équipage du Błyskawica participe à la défense anti-aérienne de la ville et abat un avion ennemi.
Le 18 octobre 1942, le Błyskawica, accompagné de HMS Bramham (en) et de HMS Cowdray (en) prend la route vers Gibraltar en vue de préparer l'opération Torch. Le 8 novembre 1942, il appuie de son feu les troupes du débarquement près d'Alger et le lendemain il escorte un convoi à Bougie. Le 12 novembre, il est sérieusement endommagé par l'aviation allemande, trois marins sont tués sur place, deux autres meurent à l'hôpital de Béjaïa et 46 hommes sont blessés. Le navire compte plus de 200 impacts de balles, il est envoyé en réparation à Gibraltar. Les travaux durent jusqu'au 5 décembre, le Błyskawica reste à Gibraltar où il rejoint la Force H. Le 27 mars 1943 le Błyskawica bombarde la côte près de Tunis pour faire croire aux Allemands à un débarquement.
Après les patrouilles en mer Méditerranée, l'ORP Błyskawica revient en Angleterre pour participer à la bataille de l'Atlantique.
Le 6 juin 1944, le premier jour du débarquement de Normandie, le Błyskawica attaque un U-boot. La nuit de 8 au 9 juin, il prend part à la bataille d'Ouessant au cours de laquelle les destroyers alliés envoient par le fond deux navires allemands, le Z-32 et le ZH1 et endommagent le Z-24. Le 15 juillet 1944, l'ORP Błyskawica avec le HMS Tartar et le NCSM Haida attaquent un convoi allemand près de l'île de Groix et y coulent deux chalutiers armés, les UJ1420 et UJ1421, ainsi qu'un bateau escorté. Une des missions du Błyskawica est le ravitaillement de la Résistance française en armes, munitions et autres équipements.

### L'après guerre
Après la fin des hostilités, l'ORP Błyskawica participe à l'opération Deadlight. En mai 1946, il est décidé de démobiliser l'Armée polonaise de l'Ouest. Les navires polonais, dont le Błyskawica, passent sous protection britannique. Le pavillon du Błyskawica est baissé le 28 mai 1946 mais le pavillon de Saint Georges n'y est jamais hissé, conformément à la décision de l'Amirauté.

### Retour en Pologne
Le 9 mars 1947, une mission polonaise arrive à Londres pour négocier le retour des navires polonais qui combattaient au sein de la Royal Navy pendant la Seconde Guerre mondiale. Lors des négociations il a été décidé que le premier bâtiment à revenir serait l'ORP Błyskawica, qui présentait le meilleur état technique. Le 1er juillet 1947, le pavillon polonais est à nouveau hissé sur le Błyskawica et le jour même, commandé par le komandor podporucznik Bolesław Romanowski il prend le chemin du retour. Il arrive à Gdynia le 4 juillet. Dans les années 1948 et 1949, le Błyskawica sert de navire-école. Entre septembre 1949 et avril 1950, il subit des travaux après lesquels il reprend ses missions opérationnelles. Le 20 juin 1952 l'ORP Błyskawica reçoit le numéro tactique N-51.
Le 9 août 1967, lors d'un exercice en mer, le Błyskawica est victime d'un grave accident, une conduite de vapeur explose. Sept hommes perdent la vie. Remorqué à la base, il est utilisé pour la formation des cadets. Le 12 décembre 1969 il est reclassé en navire de défense anti-aérienne et le 22 novembre 1974 il est radié des listes de la Flotte. Le 1er mai 1976 il devient navire musée.

## Description technique
L'ORP Błyskawica est un destroyer d'une longueur totale de 114 m (108,8 m longueur entre perpendiculaires, longueur de flottaison 111 m) et d'une largeur maximale de 11,3 m. Son déplacement est de 2 144 t pour un tirant d'eau moyen de 3,3 m. Propulsé par deux turbines Parsons il développe une puissance de 54 000 chevaux et utilise de la vapeur à 26,2 kg/cm2 et à 331 °C en sortie des surchauffeurs. Les deux hélices tripales lui permettent d'atteindre une vitesse de 39,6 nœuds. Son rayon d'action est de 2 000 miles à 15 nœuds (3 573 à 15 nœuds selon d'autres sources). Il emporte 350 tonnes de fioul.
L'armement est composé de sept canons Bofors 34/36 de 120 mm, deux canons doubles Bofors 40 mm et trois mitrailleuses Hotchkiss de 13,2 mm modèle 1929, en outre, le destroyer est équipé de deux affûts triples de tubes lance-torpilles de 550 mm, de deux rampes de mouillage de mines marines et de deux rampes de mouillage de mines sous-marines de type Thornycroft.
L'équipage est constitué de 192 hommes.

## Commandants

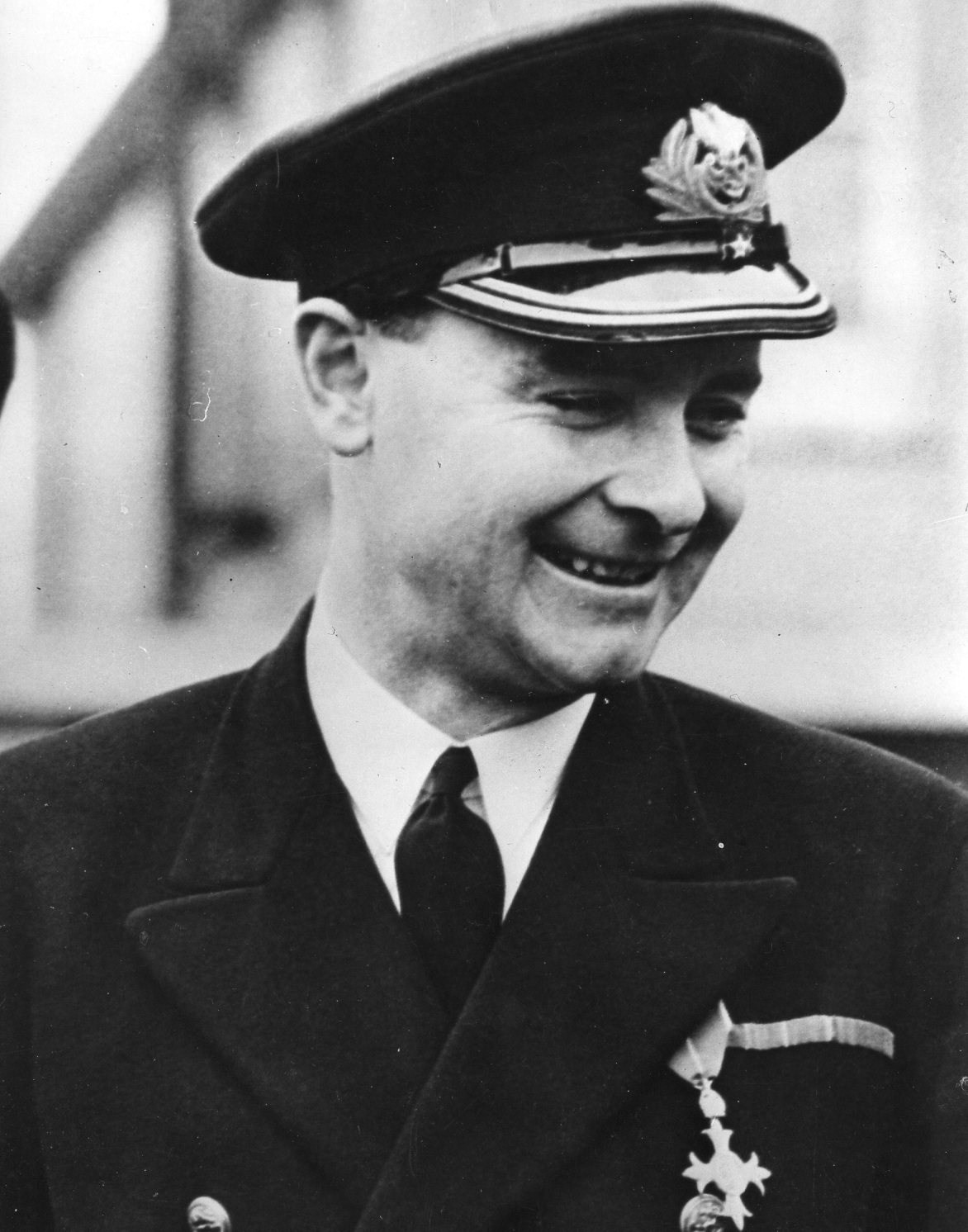
Komandor Tadeusz Gorazdowski, 1942

- 27 novembre 1937 – 4 janvier 1938: komandor porucznik Tadeusz Morgenstern-Podjazd
- 4 janvier 1938 – 23 novembre 1939: komandor porucznik Włodzimierz Kodrębski
- 2 octobre 1939 – 1er novembre 1939: kapitan (lieutenant de vaisseau) Tadeusz Gorazdowski
- 1er novembre 1939 – 16 février 1940: komandor podporucznik Jerzy Umecki
- 16 février 1940 – 28 juillet 1940: komandor porucznik Stanisław Nahorski
- 5 juin 1940 – 16 juin 1940: komandor podporucznik Wojciech Francki
- 16 juin 1940 – 13 septembre 1940: komandor porucznik Stanisław Hryniewiecki
- 13 septembre 1940 – 28 septembre 1940: kapitan Tadeusz Gorazdowski
- 7 octobre 1940 – 4 avril 1942: komandor porucznik Wojciech Francki
- 20 mars 1942 – 22 mai 1942: komandor podporucznik Tadeusz Gorazdowski
- 14 juillet 1942 – 24 juin 1943: komandor podporucznik Ludwik Lichodziejewski
- 24 juin 1943: – 4 janvier 1945: komandor porucznik Konrad Namieśniowski
- 4 janvier 1945: – novembre 1945: komandor porucznik Ludwik Lichodziejewski
- 10 novembre 1945 – 28 mai 1946: komandor porucznik Wojciech Francki[4].
- 20 juin 1947 – 20 juillet 1947: komandor podporucznik Bolesław Romanowski
- 21 juillet 1947 – mai 1948: komandor podporucznik Wacław Krzywiec
- mai 1948 – 4 juillet 1950: komandor podporucznik Zbigniew Węglarz
- 4 juillet 1950 – 25 octobre 1952: komandor podporucznik Zdzisław Studziński
- 25 octobre 1952 – 23 novembre 1954: kapitan Stanisław Mielczarek
- 23 novembre 1954 – 18 janvier 1957: kapitan Hieronim Kubera
- 6 février 1957 – 18 août 1962: kapitan Kryspin Lech
- 18 août 1962 – 15 juillet 1963: kapitan Tadeusz Morzycki
- 12 septembre 1963 – août 1967: kapitan Józef Żywczak
- août 1967 – 1968: komandor podporucznik Bolesław Kilians
- 1969 – 1974: kapitan Zenon Sawa

## Dans la culture populaire

### Littérature
Plusieurs ouvrages consacrés à l'ORP Błyskawica ont été publiés :
- Atlantyckie patrole de Wieńczysław Kon, 1958[27]
- Granatowa załoga de Wincenty Cygan, 1955[28]
- Niszczyciele „Grom” i „Błyskawica" de Jerzy Pertek, de 1969[29]
- ORP „Błyskawica” de Władysław Szczerkowski, 1970[30]
- Na pokładzie „Błyskawicy” d'Andrzej Kuczera, 1981[31]

### Numismatique
En commémoration de l'ORP Błyskawica une pièce de monnaie a été frappée en 2012.

### Philatélie
La poste polonaise a émis à deux reprises en 1963 et 1968 des timbres avec le Błyskawica,.

### Jeu vidéo
L'ORP Błyskawica est présent dans le jeu World of Warships.